# 앨라배마주 상원

앨라배마주 상원(Alabama State Senate)은 미국 앨라배마주의 의회인 앨라배마 주의회의 상원이다. 이 기구는 주 전역에서 동일한 수의 선거구를 대표하는 35명의 의원으로 구성되며, 각 선거구에는 최소 127,140명의 시민이 포함된다. 하원인 앨라배마주 하원과 유사하게 상원은 임기 제한 없이 4년 임기로 재직한다.
앨라배마주 상원은 몽고메리 (앨라배마주)주하원에서 회의를 개최한다.
주 및 준주 입법부의 다른 상원과 미국 상원과 마찬가지로 상원은 주 내각, 위원회 및 이사회에 대한 주지사 임명을 확인하거나 거부할 수 있다.